# USS Ingraham (DD-694)
El USS Ingraham (DD-694) fue un destructor clase Allen M. Sumner construido para la Armada de los Estados Unidos durante la Segunda Guerra Mundial. Fue transferido a la Armada Griega en 1971 y renombrado Miaoulis (D-211).

## Historia
Fue puesto en gradas el 4 de agosto de 1943, botado el 16 de enero de 1944 y puesto en servicio el 10 de marzo de ese mismo año. Fue sometido al programa FRAM II en 1961.
Fue el único Allen M. Sumner adquirido por la Armada Griega, el 16 de julio de 1971, siendo renombrado Miaoulis (D-211); pasó a retiro en 1992. Posteriormente fue hundido como barco objetivo el 9 de octubre de 2001.